# Ernest Pasquier (cyclisme)
Pour les articles homonymes, voir Pasquier.
Ne doit pas être confondu avec Ernest Pasquier, Arthur Pasquier ou Gustave Pasquier.
Ernest Charles Léon Pasquier, dit Pasquier jeune, né le 30 avril 1889  à Coulonges-Thouarsais (Deux-Sèvres) et mort le 25 octobre 1965 à Paris 12e, est un entraîneur français de demi-fond (en anglais : pacemaker)  qui a entrainé les plus grands spécialistes de l'époque.

## Biographie
Ernest Pasquier est le fils d'un charpentier passionné de vélo et fabriquant lui-même de vélos. Il devient mécanicien de bicyclettes, puis d'automobiles. 
En 1908, il commence le demi-fond et entraîne son frère aîné Arthur, qui court encore à l'époque, et devient plus tard également entraîneur. Pendant la Première Guerre mondiale, il travaille comme tourneur pour la société française Hispano-Suiza .
En 1919, Pasquier recommence à disputer des courses de demi-fond. Il entraîne Fernand Larrue, lors du Championnat de France de demi-fond, puis Jules Miquel et Paul Guignard. 
En 1922, il devient l'entraîneur de Gustave Ganay, qu'il mène jusqu'à la troisième place du championnat du monde de demi-fond. Lorsque Ganay part aux États-Unis, Pasquier entraîne le coureur suisse Paul Suter et le conduit  vers le titre de champion du monde en 1923. 
En 1925, il est nommé chef du service d'entrainement du Vel' d'Hiv'. 
En 1926, il redevient l'entraineur de Ganay, revenu des USA. Ganay a un accident mortel sur le vélodrome du Parc des Princes, le 22 août dans la deuxième manche du Prix Georges Leander,. Pasquier se retire du cyclisme pendant plusieurs mois.
L'année suivante, Pasquier fait équipe avec le stayer allemand Walter Sawall, avec qui il devient champion du monde en 1928 à Budapest malgré les difficultés linguistiques et le reste jusqu'en 1931. En 1931, il entraîne Henri Bréau,, puis François Urago et de nouveau Sawall,, Michel Pecqueux en 1932, André Mouton et Victor Linart, qui est en fin de carrière, en 1933,.
À partir de 1934, il entraîne Georges Ronsse qui finit 3e lors des championnats du monde à Bruxelles en 1935 et 3e à Zurich en 1936. En 1937, Ernest Pasquier est à nouveau impliqué dans un grave accident. Le 20 mars, le champion du monde André Raynaud chute à la suite d'une avarie lors d'une course au palais des sports d'Anvers. Il est écrasé par Pasquier qui conduit Georges Ronsse,. Raynaud meurt d'une hémorragie interne.
Il entraîne José Meiffret, Vallée et Alexis Blanc-Garin en 1939, Albert Gabard et Paul Chocque en 1940 et 1941, Louis Chaillot en 1942,, Georges Sérès (fils) et Jean-Jacques Lamboley en 1943, Raoul Lesueur en 1941 et 1944, Joseph Martino en 1946.
Le 26 mars 1949, lors d'une séance d'entraînement au Parc des Princes, l'éclatement du pneu arrière de sa moto entraîne la chute mortelle de son stayer Léon Level,.
Il entraîne ensuite Henri Lemoine en 1950, 1951.